# غويلي سميتاريو
غويلي سميتاريو (بالإسبانية: Guille Smitarello)‏ (7 يناير 1993 بتوريفايجا في إسبانيا - ) هو لاعب كرة قدم إسباني في مركز الوسط. لعب مع ريال مورسيا ونادي إيركوليس ونادي إيركوليس ب ‏.

## وصلات خارجية
- غويلي سميتاريو على موقع قاعدة بيانات كرة القدم.إي يو (الإنجليزية)
- غويلي سميتاريو على موقع Soccerway.com (الإنجليزية)
- غويلي سميتاريو على موقع AS.com (الإسبانية)